# رينيه غويو
رينيه غويو (بالفرنسية: René Guyot)‏ هو لاعب رماية فرنسي، (ولد في باريس في فرنسا 1882  م).

## وصلات خارجية
- رينيه غويو على موقع الاتحاد الدولي (الإنجليزية)
- رينيه غويو على موقع اللجنة الأولمبية الدولية (الإنجليزية)
- رينيه غويو على موقع أوليمبيديا (الإنجليزية)